# 李珉廷
李珉廷（1982年2月16日—），韓國女演員。

## 簡介
讀書時期曾有經紀公司要簽下她，當時爸爸希望她唸完大學再決定自己要走的路，因此選擇唸表演科系為進演藝圈做準備。甜美的外型深獲廣告商青睞，接拍不少廣告。通過漫畫翻拍韓劇《花樣男子》飾演具俊表的未婚妻打開名氣。2010年，出演《你笑了》成功提高了大眾認知度。

## 個人生活
與演員李炳憲在2006年透過朋友介紹認識，曾交往過一段時間，但是因為工作關係選擇分手。在2012年初重新交往，2012年4月曾爆出戀愛傳聞，但當時並未做好向大眾公開戀情的準備，而且父母和經紀公司皆不知情，選擇不對外承認。2012年8月19日於官網公開戀情，承認與李炳憲交往。兩人於2013年8月10日舉行婚禮。2015年3月31日兒子俊厚出生。2020年9月3日，李珉廷於社交平台上上傳童年片段，令網民信服未有後天整容。2023年12月21日女兒Birdie出生。

## 家族
- 外公：韓國知名畫家朴魯壽（朝鲜语：박노수）
- 丈夫：李炳憲

## 演出作品

### 電視劇
| 年份 | 電視台 | 劇名             | 飾演角色 | 備註       |
| 2005 | SBS    | 愛情共感         | 金英珠   | 女配角     |
| 2006 | MBC    | 珍惜現在         | 河晶華   | 女配角     |
| 2007 | MBC    | 蘿蔔泡菜         | 李敏道   | 女配角     |
| 2008 | MBC    | 你是誰           | 梁智淑   | 女配角     |
| 2009 | KBS    | 花樣男子         | 何在卿   | 女配角     |
| 2009 | SBS    | 你笑了           | 徐真茵   | 第一女主角 |
| 2010 | MBC    | 便當             | 熙英     | 第一女主角 |
| 2011 | SBS    | Midas            | 李靜妍   | 第二女主角 |
| 2012 | KBS    | Big              | 吉多蘭   | 第一女主角 |
| 2013 | SBS    | 我戀愛的一切     | 盧敏英   | 第一女主角 |
| 2014 | MBC    | 心懷叵測的恢單女 | 羅愛拉   | 第一女主角 |
| 2016 | SBS    | 回來吧大叔       | 申多惠   | 第二女主角 |
| 2018 | SBS    | 命運與憤怒       | 具海拉   | 第一女主角 |
| 2020 | KBS    | 結過一次了       | 宋娜熙   | 第一女主角 |
| 2026 | MBC    | 好，離婚吧       |          | 第一女主角 |
| TBA  | TVING  | Villains         | 韓秀賢   | 第一女主角 |

### 電影
| 年份 | 劇名                   | 飾演角色 | 備註       |
| 1996 | 歸天圖                 |          | 女配角     |
| 2003 | 斷魂梯                 |          | 女配角     |
| 2004 | 球愛咖啡屋             |          | 女配角     |
| 2005 | 夢精記2                |          | 女配角     |
| 2006 | 無道里                 |          | 女配角     |
| 2007 | 修剪葡萄藤             |          | 第一女主角 |
| 2009 | 閣樓大象               | 秀妍     | 女配角     |
| 2009 | 白夜行                 | 詩英     | 女配角     |
| 2010 | 大鼻子情聖：戀愛操作團 | 熙鐘     | 第二女主角 |
| 2012 | 完美廣播               | 申珍兒   | 第一女主角 |
| 2023 | 大明星多重宇宙         | 秀賢     | 第一女主角 |

### MV
| 年份 | 歌名           | 演唱者         | 合作演員 |
| -    | 我來守護你     | Player         |          |
| 2005 | 信             | 金佑柱         |          |
| 2006 | 血             | Fly to the Sky |          |
| 2006 | 像個男人       | Fly to the Sky |          |
| 2007 | 小提琴+思念    | Zia            | 鄭敬淏   |
| 2007 | 人偶+男人的愛  | Zia、尹赫      | 鄭敬淏   |
| 2009 | 女人喜歡壞男人 | December       | 金勝友   |

### 舞台劇
- 2004年：《生疏的人們》
- 2004年：《計程車司機》
- 2007年：《愛情與意外的鬧劇》
- 2008年：《著急的人們》

## 音樂作品
- 《大鼻子情聖：戀愛操作團》OST
  - 原來是你（與朴信惠）
- 《完美廣播（朝鲜语：원더풀 라디오）》OST
  - 真痛苦
  - Again
  - You're My Angel（與徐英、安美娜）

## 綜藝節目
- 2011年12月11日：SBS《Running Man》EP.72 with 鄭容和、成龍（影片出演）
- 2011年12月18日：SBS《Running Man》EP.73 with 鄭容和、成龍（影片出演）
- 2019年：MBC《塞維利亞的理髮師》（固定出演）
- 2020年11月20日：JTBC《感性露營》EP.5（來賓）
- 2020年11月27日：JTBC《感性露營》EP.6（來賓）
- 2022年3月16日：tvN《劉QUIZ ON THE BLOCK》EP.145（來賓）

## 獎項
- 2009年：SBS演技大賞－新星獎
- 2010年：第30屆韓國電影評論家協會賞－女子新人獎（白夜行）
- 2010年：第47屆大鐘獎－女子新人獎（戀愛操作團）
- 2010年：第31屆青龍電影獎－新人獎（戀愛操作團）
- 2010年：第2屆韓國珠寶獎－紅寶石賞
- 2010年：第6屆大韓民國大學電影節－新人獎
- 2010年：韓國生活方式獎－年度最佳穿著獎
- 2011年：第47屆百想藝術大賞－Instyle Fashionistar賞
- 2020年：KBS演技大賞－最優秀女子演技獎
- 2021年：第7屆APAN Star Awards - 連續劇 女子最優秀演技賞（《結過一次了》）

## 腳註
1. ↑  李珉廷 韓版《流星》道明寺未婚妻 變節愛周渝民 （页面存档备份，存于）.蘋果日報.2009-05-08
2. ↑  李炳憲李敏貞正式承認戀情.朝鮮日報中文網 （页面存档备份，存于）
3. ↑  李敏貞承認與李炳憲熱戀 並透露當初否認戀情的理由（全文） （页面存档备份，存于）.韓星網.2012-08-20
4. ↑  李炳憲：與戀人李敏貞曾在2006年分過手.韓國中央日報中文網 （页面存档备份，存于）
5. ↑  . 蘋果日報. 2020-09-03  [2020-09-05]. （原始内容存档于2021-01-25）.

## 外部連結
- 李珉廷的Instagram帳戶